# Nychiodes estrellae
Nychiodes estrellae là một loài bướm đêm trong họ Geometridae.